# 非甾体抗炎药
非類固醇抗發炎藥（non-steroidal anti-inflammatory drugs，NSAIDs）又稱非类固醇抗炎药，简称非甾体类，是一類具有解熱鎮痛效果的藥物，在施用较高劑量時也具有消炎作用。
“非甾体”表示“非糖皮质激素”，將此類藥物與甾体藥物區分開；而糖皮质激素（属于一种甾体）是另一种抗炎药物，且會抑制花生四烯酸代谢。在1950年代，糖皮质激素损伤了许多患者，所以新的药物中不含糖皮质激素便成为一个非常重要的信息。于是1960年，发展了“NSAID”这个概念，以將新藥與可能產生醫源性傷害的類固醇類藥物劃清界線。
大多數的非類固醇抗發炎藥可抑制環氧合酶-1（COX-1）及環氧合酶-2（COX-2），進而減少前列腺素和血栓素的合成。一般認為，非類固醇抗發炎藥因為抑制環氧合酶-2會有解熱鎮痛、抗發炎的效果。部分非類固醇抗發炎藥，像是阿斯匹靈，也同時抑制了環氧合酶-1，因而容易導致腸胃道出血和潰瘍。
非類固醇抗發炎藥中，屬阿斯匹靈、伊布洛芬、甲芬那酸、萘普生最為著名，在絕大多數國家都可作為非處方藥銷售。
对乙酰氨基酚因其抗炎作用微弱，而通常不被歸為非類固醇抗發炎藥，它主要通過抑制分布在中樞神經系統的環氧合酶-2，以減少前列腺素的生成，從而緩解疼痛，但由於環氧合酶-2在周邊組織中數量較少，因此作用微弱。

## 作用机理
炎症是机体对抗感染或誤認代謝物為致敏原的一种免疫反应，導致血管扩张，增加血管通透性，且增强环氧合酶（例如COX-2）的作用。
花生四烯酸是前列腺素的前体，而构成细胞膜的磷脂又是花生四烯酸的前体，催化花生四烯酸向前列腺素转化的是环氧合酶，目前认为人体内的环氧合酶共有两大类：COX-1 和 COX-2；COX-1 主要存在於正常的細胞中，而 COX-2 则主要在炎性环境中存在。
非甾体抗炎药可以抑制环氧合酶的活性，减少前列腺素的合成，減輕炎性反应，此外还可以抑制磷酸二酯酶的活性，以提高细胞内cAMP的浓度，稳定溶酶体膜减少溶酶体的释放而抑制炎症反应。这种作用机制是与含類固醇的抗炎药物糖皮质激素有着根本的区别。
非甾体抗炎药对环氧合酶的抑制作用是可逆的，抑制反应是一个平衡反应，药效与血药浓度密切相关，但有一个例外就是阿司匹林（乙酰水杨酸），其乙酰基会不可逆地结合环氧合酶活性中心地丝氨酸，不可逆地抑制环氧合酶活性。

## 不良反应
非甾体抗炎药的作用机理主要是抑制环氧酶，由于环氧酶1主要分布于血管、胃和肾，而由环氧酶催化生成的前列腺素有具有保护消化道粘膜的作用，因此非甾体抗炎药抑制环氧酶的作用会降低前列腺素对消化道粘膜的保护作用；另外，大部分的非甾体抗炎药在结构上都属于弱酸，有一定的酸性，对消化道刺激较强。两种作用合一，產生其最主要的不良反应：消化性溃疡。对有消化性溃疡病史或有严重疾病、高龄等危险因素者，可在服用NSAID的同时，预防性地同时服用抗溃疡药如H2受体拮抗剂、氫離子幫浦阻斷劑。若需要長期緩解較強烈的痛苦，選擇阿片類藥物可能反而比較安全。

## 发展历史
很久以前，人们就发现柳树皮具有一定的解热镇痛抗炎作用，1838年，人们从柳树皮中提取得到水杨酸，并在1860年人工合成了这种化合物；1875年，人们发现水杨酸钠具有解热镇痛抗炎作用而用于临床治疗。1853年夏尔·弗雷德里克·热拉尔用水杨酸与醋酸酐合成了乙酰水杨酸，但没能引起人们的重视；1898年供职于拜尔药厂的德国化学家菲力克斯·霍夫曼（Felix Hoffmann）又进行了合成，并用于類风湿性关节炎的治疗，疗效极好；1899年由德莱塞（Dreser）介绍到临床，并取名为阿司匹林。阿司匹林是目前应用最多的药物之一。
吡唑酮类非甾体抗炎药是对抗疟药奎宁进行结构改造的产物，最早的吡唑酮类非甾体抗炎药是安替比林，于1884年用于临床，但由于可能引起白细胞减少和粒细胞缺乏的不良反应，被逐渐淘汰，中国于1982年停止使用安替比林，但由安替比林经结构改造开发出的吡唑酮类非甾体抗炎药仍在临床活跃地使用。
包括布洛芬在内的芳基烷酸类非甾体抗炎药是近年来发展迅猛的一类新型非甾体抗炎药物，人们根据一种炎性介质5-羟色胺的结构进行改造，于1961年合成出了吲哚美辛，该药的抗炎活性是可的松的5倍。
1952年，保泰松问世，开始使用NSAIDs名称。

## 常用药物
- 阿司匹林，常用於頭痛及發燒
- 布洛芬，常用於頭痛及發燒
- 芬布芬
- 吲哚美辛
- 甲芬那酸
- 雙氯芬酸，常用於骨膜炎，關節炎，痛風等各類炎症
- COX-2抑制剂
  - 塞来昔布，商品名希樂葆，常用於骨關節炎，關節炎，急性痛症，痛風等各類炎症。
  - Etoricoxib，商品名萬克適、安痛易，常用於骨膜炎、關節炎、痛風等各類炎症。
  - 美洛昔康

## 外部連結
- . 香港醫院藥劑師學會.   [2018-09-23]. （原始内容存档于2009-05-07） （中文）.
- . 香港醫院藥劑師學會.   [2018-09-23]. （原始内容存档于2021-01-25） （中文）.